# قطعنامه ۷۱۴ شورای امنیت
قطعنامه ۷۱۴ شورای امنیت سازمان ملل متحد که در تاریخ ۳۰ سپتامبر ۱۹۹۱ تصویب شد، سندی بین‌المللی دربارهٔ السالوادور است. این قطعنامه طی نشست ۳۰۱۰ام با ۱۵ رای موافق، ۰ مخالف و ۰ ممتنع تصویب شد.